# Olympische Sommerspiele 1956/Rudern
Bei den XVI. Olympischen Spielen 1956 in Melbourne wurden sieben Wettbewerbe im Rudern ausgetragen. Zwischen dem 23. und dem 27. November 1956 traten insgesamt 242 männliche Athleten aus 25 Nationen an. Austragungsort war der Lake Wendouree nahe Ballarat.
Die erfolgreichste Nation waren die Vereinigten Staaten, deren Boote drei der sieben Wettbewerbe gewannen und sich darüber hinaus zwei Silbermedaillen und eine Bronzemedaille sicherten. Dahinter folgte die Sowjetunion mit zwei Goldmedaillen und je einer Silber- und Bronzemedaille. Jeweils ein Olympiasieg gelang Booten aus Italien und Kanada, wobei die kanadische Mannschaft auch eine Silbermedaille gewann.

## Bilanz

### Medaillenspiegel
| Platz | Land               | Gold | Silber | Bronze | Gesamt |
| ----- | ------------------ | ---- | ------ | ------ | ------ |
| 1     | Vereinigte Staaten | 3    | 2      | 1      | 6      |
| 2     | Sowjetunion        | 2    | 1      | 1      | 4      |
| 3     | Kanada             | 1    | 1      | –      | 2      |
| 4     | Italien            | 1    | –      | –      | 1      |
| 5     | Australien         | –    | 1      | 2      | 3      |
| 6     | Deutschland        | –    | 1      | –      | 1      |
| 6     | Schweden           | –    | 1      | –      | 1      |
| 8     | Finnland           | –    | –      | 1      | 1      |
| 8     | Frankreich         | –    | –      | 1      | 1      |
| 8     | Österreich         | –    | –      | 1      | 1      |

### Medaillengewinner
| Konkurrenz             | Gold | Silber | Bronze |
| ---------------------- | --- | --- | --- |
| Einer                  | Wjatscheslaw Iwanow | Stuart MacKenzie | John B. Kelly junior |
| Doppelzweier           | Sowjetunion Alexander Berkutow Juri Tjukalow | Vereinigte Staaten Bernard Costello James Gardiner                                                                                              | Australien Murray Riley Mervyn Wood                                                                                                   |
| Zweier ohne Steuermann | Vereinigte Staaten James Fifer Duvall Hecht | Sowjetunion Igor Buldakow Wiktor Iwanow | Österreich Josef Kloimstein Alfred Sageder                                                                                            |
| Zweier mit Steuermann  | Vereinigte Staaten Arthur Ayrault Conn Findlay Armin Seiffert                                                                                        | Deutschland Karl-Heinrich von Groddeck Horst Arndt Rainer Borkowsky                                                                             | Sowjetunion Igor Jemtschuk Georgi Schilin Wladimir Petrow                                                                             |
| Vierer ohne Steuermann | Kanada Archibald MacKinnon Lorne Loomer Walter D’Hondt Donald Arnold                                                                                 | Vereinigte Staaten John Welchli John McKinlay Arthur McKinlay James McIntosh                                                                    | Frankreich René Guissart Yves Delacour Guy Guillabert Gaston Mercier                                                                  |
| Vierer mit Steuermann  | Italien Alberto Winkler Romano Sgheiz Angelo Vanzin Franco Trincavelli Ivo Stefanoni                                                                 | Schweden Olof Larsson Gösta Eriksson Ivar Aronsson Evert Gunnarsson Bertil Göransson                                                            | Finnland Kauko Hänninen Reino Poutanen Veli Lehtelä Toimi Pitkänen Matti Niemi                                                        |
| Achter                 | Vereinigte Staaten Thomas Charlton David Wight John Cooke Donald Beer Caldwell Esselstyn Charles Grimes Richard Wailes Robert Morey William Becklean | Kanada Philip Kueber Richard McClure Robert Wilson David Helliwell Donald Pretty William McKerlich Douglas McDonald Lawrence West Carlton Ogawa | Australien Michael Aikman David Boykett Fred Benfield James Howden Garth Manton Walter Howell Adrian Monger Brian Doyle Harold Hewitt |

## Ergebnisse

### Einer
| Platz | Land | Sportler             | Zeit (min)             |
| ----- | ---- | -------------------- | ---------------------- |
| 1     | URS  | Wjatscheslaw Iwanow  | 8:02,5                 |
| 2     | AUS  | Stuart MacKenzie     | 8:07,7                 |
| 3     | USA  | John B. Kelly junior | 8:11,8                 |
| 4     | POL  | Teodor Kocerka       | 8:12,9                 |
| 5     | NZL  | James Hill           | 9:12,5 (im Halbfinale) |
| 6     | EUA  | Klaus von Fersen     | 9:23,2 (im Halbfinale) |
| 7     | YUG  | Perica Vlašić        | 9:32,2 (im Halbfinale) |
| 8     | ITA  | Stefano Martinoli    | 9:35,7 (im Halbfinale) |

### Doppelzweier
| Platz | Land | Sportler                            | Zeit (min)             |
| ----- | ---- | ----------------------------------- | ---------------------- |
| 1     | URS  | Alexander Berkutow Juri Tjukalow    | 7:24,0                 |
| 2     | USA  | Bernard Costello James Gardiner     | 7:32,2                 |
| 3     | AUS  | Murray Riley Mervyn Wood            | 7:37,4                 |
| 4     | EUA  | Thomas Schneider Kurt Hipper        | 7:41,7                 |
| 5     | GBR  | Sidney Rand Bill Rand               | 8:19,4 (im Halbfinale) |
| 6     | URU  | Miguel Seijas Paulo Carvalho        | 8:27,5 (im Halbfinale) |
| 7     | TCH  | Albert Krajmer František Reich      | 8:38,2 (im Halbfinale) |
| 8     | BEL  | Fernand Steenacker Henri Steenacker | 9:01,9 (im Halbfinale) |

### Zweier ohne Steuermann
| Platz | Land | Sportler                        | Zeit (min)             |
| ----- | ---- | ------------------------------- | ---------------------- |
| 1     | USA  | James Fifer Duvall Hecht        | 7:55,4                 |
| 2     | URS  | Igor Buldakow Wiktor Iwanow     | 8:03,9                 |
| 3     | AUT  | Josef Kloimstein Alfred Sageder | 8:11,8                 |
| 4     | AUS  | Peter Raper Maurice Grace       | 8:22,2                 |
| 5     | NZL  | Reg Douglas Bob Parker          | 8:44,7 (im Halbfinale) |
| 6     | EUA  | Helmut Sauermilch Claus Heß     | 8:52,3 (im Halbfinale) |
| 7     | DEN  | Finn Pedersen Kjeld Østrøm      | 8:55,1 (im Halbfinale) |
| 8     | ITA  | Alvaro Bianchi Maurizio Clerici | 9:11,1 (im Halbfinale) |

### Zweier mit Steuermann
| Platz | Land | Sportler                                                       | Zeit (min)              |
| ----- | ---- | -------------------------------------------------------------- | ----------------------- |
| 1     | USA  | Arthur Ayrault Conn Findlay Armin Seiffert (Stm.)              | 8:26,1                  |
| 2     | EUA  | Karl-Heinrich von Groddeck Horst Arndt Rainer Borkowsky (Stm.) | 8:29,2                  |
| 3     | URS  | Igor Jemtschuk Georgi Schilin Wladimir Petrow (Stm.)           | 8:31,0                  |
| 4     | POL  | Zbigniew Schwarzer Henryk Jagodziński Bertold Mainka (Stm.)    | 8:31,5                  |
| 5     | BEL  | Livien Ven Antoon Ven Jos Van Thillo (Stm.)                    | 9:29,3 (im Halbfinale)  |
| 6     | AUT  | Josef Kloimstein Alfred Sageder Franz König (Stm.)             | 9:29,7 (im Halbfinale)  |
| 7     | AUS  | Robert Duncan Bruce Dickson John Cockbill (Stm.)               | 9:37,7 (im Halbfinale)  |
| 8     | CHI  | Juan Carmona Jorge Contreras Eusebio Ojeda (Stm.)              | 11:03,6 (im Halbfinale) |

### Vierer ohne Steuermann
| Platz | Land | Sportler                                                                   | Zeit (min)             |
| ----- | ---- | -------------------------------------------------------------------------- | ---------------------- |
| 1     | CAN  | Archibald MacKinnon Lorne Loomer Walter D’Hondt Donald Arnold              | 7:08,8                 |
| 2     | USA  | John Welchli John McKinlay Arthur McKinlay James McIntosh                  | 7:18,4                 |
| 3     | FRA  | René Guissart Yves Delacour Guy Guillabert Gaston Mercier                  | 7:20,9                 |
| 4     | ITA  | Giuseppe Moioli Attilio Cantoni Giovanni Zucchi Abbondio Marcelli          | 7:22,5                 |
| 5     | URS  | Leonid Sacharow Alexander Scheff Nikolai Karassjow Igor Iwanow             | 8:18,3 (im Halbfinale) |
| 6     | EUA  | Wilhelm Montag Horst Stobbe Gunther Kaschlun Manfred Fitze                 | 8:19,8 (im Halbfinale) |
| 7     | AUS  | John Harrison Peter Evatt Geoff Williamson Dave Anderson                   | 8:22,4 (im Halbfinale) |
| 8     | POL  | Kazimierz Błasiński Szczepan Grajczyk Zbigniew Paradowski Marian Nietupski | 8:32,0 (im Halbfinale) |

### Vierer mit Steuermann
| Platz | Land | Sportler                                                                              | Zeit (min)             |
| ----- | ---- | ------------------------------------------------------------------------------------- | ---------------------- |
| 1     | ITA  | Alberto Winkler Romano Sgheiz Angelo Vanzin Franco Trincavelli Ivo Stefanoni (Stm.)   | 7:19,4                 |
| 2     | SWE  | Olof Larsson Gösta Eriksson Ivar Aronsson Evert Gunnarsson Bertil Göransson (Stm.)    | 7:22,4                 |
| 3     | FIN  | Kauko Hänninen Reino Poutanen Veli Lehtelä Toimi Pitkänen Matti Niemi (Stm.)          | 7:30,9                 |
| 4     | AUS  | Gordon Cowey Kevin McMahon Reg Libbis Ian Allen John Jenkinson (Stm.)                 | 7:31,1                 |
| 5     | DEN  | Elo Tostenæs Mogens Sørensen Børge Hansen Tage Grøndahl John Vilhelmsen (Stm.)        | 8:08,4 (im Halbfinale) |
| 6     | URS  | Andrei Archipow Juri Popow Walentin Sanin Jaroslaw Tscherstwy Anatoli Fetissow (Stm.) | 8:14,0 (im Halbfinale) |
| 7     | USA  | James Wynne Douglas Turner James McMullen Ronald Cardwell Edward Masterson (Stm.)     | 8:24,3 (im Halbfinale) |
| 8     | NZL  | Peter Lucas Ray Laurent Donald Gemmell Allan Tong Colin Johnstone (Stm.)              | 8:30,7 (im Halbfinale) |

### Achter
| Platz | Land | Sportler | Zeit (min)             |
| ----- | ---- | --- | ---------------------- |
| 1     | USA  | Thomas Charlton, David Wight, John Cooke, Donald Beer, Caldwell Esselstyn, Charles Grimes, Richard Wailes, Robert Morey, William Becklean (Stm.)                      | 6:35,2                 |
| 2     | CAN  | Philip Kueber, Richard McClure, Robert Wilson, David Helliwell, Donald Pretty, William McKerlich, Douglas McDonald, Lawrence West, Carlton Ogawa (Stm.)               | 6:37,1                 |
| 3     | AUS  | Michael Aikman, David Boykett, Fred Benfield, James Howden, Garth Manton, Walter Howell, Adrian Monger, Brian Doyle, Harold Hewitt (Stm.)                             | 6:39,2                 |
| 4     | SWE  | Olle Larsson, Lennart Andersson, Kjell Hansson, Rune Andersson, Lennart Hansson, Gösta Eriksson, Ivar Aronsson, Evert Gunnarsson, Bertil Göransson (Stm.)             | 6:48,1                 |
| 5     | TCH  | Josef Věntus, Eduard Antoch, Ctibor Reiskup, Jan Švéda, Josef Švec, Zdeněk Žára, Jan Jindra, Stanislav Lusk, Miroslav Koranda (Stm.)                                  | 7:12,9 (im Halbfinale) |
| 6     | URS  | Wladimir Krjukow, Georgi Guschtschenko, Anatoli Antonow, Jewgeni Samsonow, Leonid Gissen, Slawa Amiragow, Boris Fjodorow, Ernest Werbin, Wladimir Petrow (Stm.)       | 7:18,3 (im Halbfinale) |
| 7     | ITA  | Antonio Amato, Salvatore Nuvoli, Cosimo Campioto, Livio Tesconi, Antonio Casuar, Giancarlo Casalini, Sergio Tagliapietra, Arrigo Menicocci, Vincenzo Rubolotta (Stm.) | 7:19,8 (im Halbfinale) |
| 8     | JPN  | Yōzō Iwasaki, Yasukuni Watanabe, Sadahiro Sunaga, Yoshiki Hiki, Takashi Imamura, Yasuhiko Takeda, Masao Hara, Jun’ichi Katō, Toshiji Eda (Stm.)                       | 7:24,5 (im Halbfinale) |